# 新スパイ大作戦
『新スパイ大作戦』（しんスパイだいさくせん。原題：Mission: Impossible）は、1988年10月23日から1990年2月24日に渡りアメリカで放映されたテレビドラマ（1時間枠）。

## 内容
1966年から1973年まで放送された『スパイ大作戦』の続編。当局からの指令を受けた秘密組織のリーダーが作戦を立て、リーダー及びメンバーが作戦を遂行して行く姿を描く点は前作と同じであり、世界を舞台としている。
今作では、プロダクションの大部分がオーストラリアで行われた。

### 前作との主な違い
- メンバーはリーダーのジムを除いて一新。
- ジムを含めて5人のチームであり、前作に見られた作戦ごとのメンバーの変更は本作では行われない。
- 任務に直接関係ないメンバーの会話や行動が描かれている。また、メンバーが感情を表情に表すことがある。
- ジムたちの組織「IMF」が政府の秘密機関であることが分かる。
- 前作から15年後との設定のため、技術も進歩している。当局からの指令は、直径8cmくらいの光ディスクに入っていて、ジムの指紋認証で蓋が開けられ暗証番号入力で作動するプレーヤーで再生される（伝達終了後、こちらは発火はせず、回路が破壊され煙を吹いて使えなくなるだけ）。

## 登場人物
ジム・フェルプス（Jim Phelps）
演：ピーター・グレイブス（Peter Graves）、吹替：若山弦蔵
ニコラス・ブラック（Nicholas Black）
演：サーオ・ペングリス (Thaao Penghlis)、吹替：中尾隆聖
マックス・ハート（Max Harte）
演：トニー・ハミルトン（Tony Hamilton）、吹替：大塚明夫
グラント・コリアー（Grant Collier）
演：フィル・モリス（Phil Morris）、吹替：大塚芳忠
ケイシー・ランドール（Casey Randall）[1話-12話]
演：テリー・マークウェル（Terry Markwell）、吹替：高島雅羅
シャノン・リード（Shannon Reed）[12話-]
演：ジェーン・バドラー（Jane Badler）、吹替：小宮和枝
指令の声
声：ボブ・ジョンソン（Bob Johnson）、吹替：大平透

## 放送局
- アメリカ初放送は1988年 - 1990年、ABCで放送。全35話。
- 日本初放送は1991年3月3日 - 同年10月13日、日本テレビ系列（全編ローカルセールス枠のため、一部系列局除く。）で毎週日曜22時30分 - 23時25分で放送。ただし、「黄金の蛇」は1991年11月1日『金曜特別ロードショー』にて1話2時間枠に編集された上で放送された。全話放送。他にもTBSの水曜深夜に1997年10月から毎週1話ずつ放送され、「黄金の蛇」も同局のダイヤモンドシアターで1998年に放送された。

## 日本語版制作スタッフ
- 日本語版制作 - 東北新社（小柳剛、古川直正）
- タイトル - アニメーションスタッフルーム
- 効果 - リレーション
- 調整 - 熊倉亨
- プロデューサー補 - 古川典子
- 翻訳 - 木原たけし
- ディレクター - 伊達康将
- プロデューサー - 河西裕

## エピソードリスト
本項目における初回放送日は、日本テレビ及びアメリカ・ABCネットワークについて説明する。
なお、邦題の上には「Mission○○（話数）」が付く。
| 話数 | 邦題                         | 原題                      | 放送日         | 放送日         |
| ---- | ---------------------------- | ------------------------- | -------------- | -------------- |
| 1    | ザ・キラー                   | THE KILLER                | 1988年10月23日 | 1991年3月3日   |
| 2    | バハマ・トラップ             | THE SYSTEM                | 1988年10月30日 | 1991年3月10日  |
| 3    | ヒトラーの遺産               | THE LEGACY                | 1988年11月26日 | 1991年3月17日  |
| 4    | ホログラム－幻影－           | HOLOGRAMS                 | 1988年11月6日  | 1991年3月24日  |
| 5    | 死刑囚バーニー               | THE CONDEMNED             | 1988年11月20日 | 1991年3月31日  |
| 6    | 壁…最後の脱出                | THE WALL                  | 1988年12月11日 | 1991年4月7日   |
| 7    | アボリジニの呪い             | THE CATTLE KING           | 1988年12月18日 | 1991年4月14日  |
| 8    | アサイラム－亡命－           | THE PAWN                  | 1989年1月15日  | 1991年4月21日  |
| 9    | サイコ・トラップ             | THE HAUNTING              | 1989年1月28日  | 1991年4月28日  |
| 10   | 王家の謎                     | THE LIONS                 | 1989年2月4日   | 1991年5月5日   |
| 11   | ドラッグ・シンジケート       | THE GREEK                 | 1989年2月11日  | 1991年5月12日  |
| 12   | 女帝エメリア                 | THE FORTUNE               | 1989年2月18日  | 1991年5月19日  |
| 13   | ワシントン・スキャンダル     | THE FIXER                 | 1989年2月25日  | 1991年5月26日  |
| 14   | 悪魔の儀式                   | THE DEVILS                | 1989年3月25日  | 1991年6月2日   |
| 15   | バイオ・ウォーズ             | THE PLAGUE                | 1989年4月8日   | 1991年6月9日   |
| 16   | 灼熱のマッド・エージェント   | SPY                       | 1989年3月18日  | 1991年6月16日  |
| 17   | 殺人鬼ジム・フェルプス       | REPRISAL                  | 1989年4月15日  | 1991年6月23日  |
| 18   | 海底3000フィートの告白       | SUBMARINE                 | 1989年4月29日  | 1991年6月30日  |
| 19   | 呪われた美女売買             | BAYOU                     | 1989年5月6日   | 1991年7月7日   |
| 20   | ザ・暗殺者〜血塗られた映画祭 | THE PRINCESS              | 1989年10月5日  | 1991年7月14日  |
| 21   | 運命の十字架                 | COMMAND PERFORMANCE       | 1989年10月12日 | 1991年7月21日  |
| 22   | 核弾頭爆発3秒前              | COUNT DOWN                | 1989年10月26日 | 1991年7月28日  |
| 23   | 隣国侵攻!狙われた油田        | WAR GAMES                 | 1989年11月2日  | 1991年8月4日   |
| 24   | 奪われたスペースシャトル     | TARGET EARTH              | 1989年11月9日  | 1991年8月11日  |
| 25   | ゴースト・霊界からの警告     | BANSHEE                   | 1989年11月30日 | 1991年8月18日  |
| 26   | ネオナチの恐怖               | THE FUHRER'S CHILDREN     | 1989年11月16日 | 1991年8月25日  |
| 27   | 地下室のコレクション         | FOR ART'S SAKE            | 1989年12月14日 | 1991年9月1日   |
| 28   | ブラック・シーズ             | DEADLY HARVEST            | 1990年1月6日   | 1991年9月8日   |
| 29   | 熱き欲望の金脈               | CARGO CULT                | 1990年1月13日  | 1991年9月15日  |
| 30   | 暗殺者ニコラス               | THE ASSASSIN              | 1990年1月20日  | 1991年9月22日  |
| 31   | ガン・ファイター             | GUNSLINGER                | 1990年2月3日   | 1991年9月29日  |
| 32   | 麻薬戦争の果てに             | CHURCH BELLS IN BOGOTA    | 1990年2月10日  | 1991年10月6日  |
| 33   | BC4000年の呪い               | THE SANDS OF SETH         | 1990年2月24日  | 1991年10月13日 |
| -    | 黄金の蛇                     | THE GOLDEN SERPENT Part 1 | 1989年9月21日  | 1991年11月1日  |
| -    | 黄金の蛇                     | THE GOLDEN SERPENT Part 2 | 1989年9月28日  | 1991年11月1日  |